# إدارة نشطة (استثمار)
الإدارة النشطة مصطلح يشير إلى أن مدير الأموال المحترف أو فريقًا من المهنيين يتتبع أداء المحفظة الاستثمارية للعميل ويتخذ بانتظام قرارات الشراء والاحتفاظ والبيع بشأن الأصول الموجودة فيها. الهدف من المدير النشط هو التفوق على السوق ككل.
قد يعتمد المديرون النشطون على تحليل الاستثمار والبحوث والتنبؤات بالإضافة إلى حكمهم وخبراتهم في اتخاذ القرارات بشأن الأصول التي يجب شراؤها وبيعها. نقيض الإدارة النشطة هي الإدارة السلبية ، والمعروفة أيضا باسم الفهرسة. يؤكد أولئك الذين يلتزمون بالإدارة السلبية أن أفضل النتائج تتحقق من خلال شراء الأصول التي تعكس مؤشرًا أو مؤشرات سوق معينة والاحتفاظ بها على المدى الطويل ، متجاهلين التقلبات اليومية للأسواق.  

## فهم الإدارة النشطة
لا يتبع المستثمرون الذين يؤمنون بالإدارة النشطة فرضية السوق الفعالة، والتي تقول إنه من المستحيل التغلب على السوق على المدى الطويل. أي أن منتقي الأسهم الذين يقضون أيامهم في شراء وبيع الأسهم لاستغلال تقلباتهم المتكررة، لن يفعلوا بمرور الوقت أفضل من المستثمرين الذين يشترون مكونات المؤشرات الرئيسية التي تُستخدم لتتبع أداء الأسواق الأوسع بمرور الوقت.  
من ناحية أخرى، يقيس المديرون النشطون نجاحهم من خلال قياس مدى تجاوز (أو تقصير) محافظهم الاستثمارية في أداء مؤشر أو قطاع صناعي أو سوق غير مُدار مشابه. على سبيل المثال ، يستخدم صندوق Fidelity Blue Chip Growth مؤشر Russell 1000 Growth Index كمعيار له. على مدى السنوات الخمس التي انتهت في 30 يونيو 2020 ، عاد صندوق Fidelity بنسبة 17.35٪ بينما ارتفع مؤشر Russell 1000 Growth Index بنسبة 15.89٪. وبالتالي ، تفوق أداء صندوق Fidelity على مؤشره القياسي بنسبة 1.46٪ لفترة الخمس سنوات تلك.

## استراتيجيات الإدارة النشطة
يعتقد المديرون النشطون أنه من الممكن الاستفادة من سوق الأوراق المالية من خلال أي عدد من الاستراتيجيات التي تهدف إلى تحديد الأسهم التي يتم تداولها بسعر أقل من مزايا قيمتها. تعتقد شركات الاستثمار ورعاة الصناديق أنه من الممكن التفوق على السوق وتوظيف مديري استثمار محترفين لإدارة الصناديق المشتركة للشركة. 

## مساوئ الإدارة النشطة
الأموال المدارة بنشاط لها رسوم أعلى من الأموال المدارة بشكل سلبي. يدفع المستثمر ثمن الجهود المستمرة لمستشاري الاستثمار المتخصصين في الاستثمار النشط ، ولإمكانية تحقيق عوائد أعلى من الأسواق ككل. 
تتطلب الإدارة السلبية بذل جهد لمرة واحدة لاختيار الأصول المناسبة لمستثمر فردي، تليها إعادة موازنة عرضية للمحفظة والعناية الواجبة في تتبعها بمرور الوقت. يجب على المستثمر الذي يفكر في الإدارة النشطة أن يلقي نظرة فاحصة على العوائد الفعلية بعد أتعاب المدير. 

## مزايا الإدارة النشطة
يتم توظيف خبرة مدير الصندوق وخبرته وحكمه من قبل المستثمرين في صندوق مُدار بشكل نشط. قد يكون لدى المدير النشط الذي يدير صندوقًا لصناعة السيارات خبرة واسعة في هذا المجال وقد يستثمر في مجموعة مختارة من الأسهم المتعلقة بالسيارات والتي يستنتج المدير أنها مقومة بأقل من قيمتها الحقيقية. يتمتع مديرو الصناديق النشطون بمزيد من المرونة. هناك قدر أكبر من الحرية في عملية الاختيار مقارنة بصندوق المؤشر، والتي يجب أن تتطابق قدر الإمكان مع اختيار ووزن الاستثمارات في المؤشر. تسمح الصناديق المدارة بنشاط بالمزايا في إدارة الضرائب. تتيح المرونة في البيع والشراء للمديرين تعويض الخاسرين بالفائزين.

## إدارة المخاطر
يمكن لمديري الصناديق النشطين إدارة المخاطر بشكل أكثر رشاقة. قد تكون هناك حاجة إلى صندوق تداول مصرفي عالمي (ETF) للاحتفاظ بعدد محدد من البنوك البريطانية. من المرجح أن يكون هذا الصندوق قد انخفض بشكل كبير بعد التصويت المفاجئ على خروج بريطانيا من الاتحاد الأوروبي في عام 2016. وفي الوقت نفسه ، ربما يكون صندوق مصرفي عالمي مُدار بشكل نشط قد قلل من تعرضه للبنوك البريطانية بسبب ارتفاع مستويات المخاطر. يمكن للمديرين النشطين أيضًا تخفيف المخاطر باستخدام استراتيجيات التحوط المختلفة مثل البيع على المكشوف واستخدام المشتقات.